# Établissement fermé de la Brenaz
L'établissement fermé de la Brenaz est un établissement pénitentiaire situé à Puplinge dans le canton de Genève. Il accueille des personnes condamnées devant exécuter leur peine.

## Présentation

### Histoire
Afin de décharger la surpopulation carcérale chronique affectant la prison genevoise de Champ-Dollon, il est décidé au début des années 2000 de créer un nouvel établissement pénitentiaire pour accueillir des détenus condamnés exécutant leur peine. L'objectif est alors de diminuer la dépendance du canton de Genève aux placements de détenus dans d'autres cantons et de rétablir la prison de Champ-Dollon dans son usage normal, à savoir la détention provisoire.
L'établissement fermé de la Brenaz est inauguré en 2008. Il dispose alors de 67 places d'incarcération.
Dans le courant de l'année 2013, le conseiller d'Etat Pierre Maudet souhaite augmenter la capacité d'accueil de l'établissement. Le parlement accepte un projet d'extension de 100 places pour un coût de 70 millions de francs suisses en novembre de la même année. Toutefois, une association locale de la commune de Puplinge dépose un recours contre cette construction. Les habitants s'inquiètent de voir le complexe pénitentiaire (prison de Champ-Dollon, établissement fermé de la Brenaz et établissement fermé Curabilis) s'étendre sur les zones boisées communales. Ils demandent notamment à ce qu'un cordon forestier existe entre les établissements et le village. Les travaux sont alors suspendus, le temps qu'une solution soit apportée par les autorités.
L'extension de 100 places est inaugurée le 9 octobre 2015.
Les premiers mois de fonctionnement de l'établissement étendu sont difficiles. Il rencontre plusieurs soucis techniques et met plusieurs mois avant de trouver une équipe de cadres et de dirigeants stable,. Les conditions de détention sont également critiquées et l'établissement fait l'objet d'une enquête par l'Inspection générale des services,. Surtout, une tentative d'évasion avancée est découverte et interpelle quant à la sécurité régnant dans l'établissement,.
En 2019, les autorités des différents cantons romands tentent de trouver des solutions à la problématique de l'incarcération des femmes. En effet, la très faible part de détenues sur l'ensemble de la population carcérale fait qu'il existe peu de lieux pleinement adaptés à leur incarcération. En ce qui concerne le canton de Genève, le Conseil d'Etat indique qu'il n'est pas envisageable de créer un quartier féminin au sein de l'établissement fermé de la Brenaz. L'adaptation des espaces existants serait peu optimale.

### Coût de la détention
Le coût de la détention par jour pour un détenu au sein de l'établissement est d'environ 360 francs suisses.

## Orientation vers la réinsertion
En plus de sa composante carcérale classique, à savoir la privation de liberté, l'établissement fermé de la Brenaz est orienté vers la réinsertion des détenus.
L'établissement dispose de plusieurs ateliers (comme la poterie ou la chocolaterie) permettant aux détenus de travailler et d'apprendre un métier,. Ce dispositif facilite la future réinsertion des détenus, certains pouvant exercer un emploi avant même la fin de leur peine.
En 2018, l'établissement de la Brenaz était pionnier en matière de justice restaurative à Genève et plus largement en Suisse romande,,. Ce concept juridique vise à mettre en place un dialogue encadré entre les coupables et les victimes. L'objectif est alors de permettre à chaque partie d'exprimer sa compréhension et ses émotions quant à l'affaire juridique. Au sein de l'établissement de la Brenaz, cette relation prend alors la forme d'échanges épistolaires entre détenus et victimes. Toutefois, il n'y existe pas de médiation carcérale comme les visites victimes / détenus organisées par les établissements pénitentiaires de Lenzbourg (Argovie).

## Décès au sein de l'établissement
En juillet 2021, un détenu est retrouvé mort dans sa cellule.